# Frederiksberg
Frederiksberg (/fʁæðʁæɡsˈbæɐ̯ˀ/) est une commune du Danemark totalement enclavée dans la ville de Copenhague, faisant partie du Grand Copenhague.

## Géographie
Frederiksberg constitue à la fois un quartier de Copenhague et une municipalité. Cette situation est due à la fusion en 1901 entre de petites communes et Copenhague, qui a laissé la municipalité de Frederiksberg entourée par le Grand Copenhague.
Avant la création des régions en 2007, Frederiksberg constituait également à elle seule un  amt (« comté » ou « département »).
Elle s'étend sur 8,77 km2 dans l'ouest de la capitale danoise.

## Politique et administration
La commune est dirigée par un conseil municipal de 29 membres, élus pour un mandat de quatre ans. Les dernières élections ont eu lieu le 16 novembre 2021.
| Période | Période  | Identité          | Étiquette | Qualité |
| ------- | -------- | ----------------- | --------- | ------- |
| 1858    | 1861     | E. Emil Rosenørn  |           |         |
| 1861    | 1862     | F.N. Jespersen    |           |         |
| 1862    | 1872     | R.C. Stæger       |           |         |
| 1872    | 1891     | N.F. Schlegel     |           |         |
| 1891    | 1896     | V.F. Asmussen     |           |         |
| 1896    | 1908     | E.M. Jacoby       |           |         |
| 1908    | 1909     | Niels Petersen    |           |         |
| 1909    | 1936     | M. Godskesen      |           |         |
| 1936    | 1948     | V.T.G. Fischer    | Cons.     |         |
| 1948    | 1950     | Aksel Møller      | Cons.     |         |
| 1950    | 1954     | A. Stæhr Johansen | Cons.     |         |
| 1954    | 1958     | Aksel Møller      | Cons.     |         |
| 1958    | 1978     | A. Stæhr Johansen | Cons.     |         |
| 1978    | 2001     | John Winther      | Cons.     |         |
| 2001    | 2009     | Mads Lebech       | Cons.     |         |
| 2009    | 2019     | Jørgen Glenthøj   | Cons.     |         |
| 2019    | 2021     | Simon Aggesen     | Cons.     |         |
| 2022    | En cours | Michael Vindfeldt | SD        |         |

## Personnalités liées à Frederiksberg
- Georg Achen (1860-1912), peintre mort à Frederiksberg ;
- Stein Bagger ;
- Lars Barfoed ;
- Anders Bodelsen, écrivain, journaliste, scénariste et acteur ;
- Carl Theodor Dreyer ;
- Henning Carlsen ;
- Chanée ;
- Helen Dohlmann (1870-1942), sculptrice, y est morte ;
- Kirsten Dufour (1941-), artiste danoise ;
- Per Røntved (1949-2023), footballeur danois ;
- Dan Frost (1961-), coureur cycliste ;
- Einar Utzon-Frank (1888-1955), sculpteur[1] ;
- Pia Gjellerup ;
- Christian Grøthan ;
- Carl Christian Hall ;
- Asger Hamerik (1843-1923), compositeur ;
- Birte Høeg Brask, spécialiste de l'autisme ;
- Tina Kiberg (1958-), chanteuse lyrique ;
- Marie Krøyer (1867-1940), peintre ;
- Jesper Langberg ;
- Michael Laudrup ;
- Ferdinand Meldahl (1824-1908), architecte ;
- Per Stig Møller ;
- Leif Panduro ;
- Robert Storm Petersen (Storm P) ;
- Birgitte Price ;
- Gerda Wegener (1886-1940), portraitiste, peintre de genre, caricaturiste, dessinatrice et illustratrice ;
- Rasmus "Caps" Winther (1999-), joueur professionnel de League of Legends.

## Jumelages
La ville de Frederiksberg est jumelée avec :
- Bærum (Norvège) depuis 1948 ;
- Uppsala (Suède) depuis 1947 ;
- Hämeenlinna (Finlande) depuis 1948 ;
- Hafnarfjörður (Islande) depuis 1948 ;
- Tartu (Estonie) depuis 1991 ;
- Cēsis (Lettonie) depuis 1996 ;
- Palanga (Lituanie) depuis 1993.